# Médico-escritor
Un médico-escritor es un médico que escribe de forma creativa en campos fuera de la práctica de la medicina. Sus trabajos pueden incluir cuentos, romances, poemas, literatura infantil, piezas teatrales, ensayos, ficción especulativa, biografías y traducciones. 

## Historia
A lo largo de la historia, siempre surgieron médicos escritores. En la antigua Grecia tuvieron inspiración en la mitología; como Ctesias de Cnido, un médico griego que también fue historiador, o el apóstol San Lucas, autor de uno de los 4 evangelios, es el protector de los médicos.
En la Edad Media, Avicena (980–1037) es considerado el mayor filósofo del Islamismo, fue precursor de la introducción de los algarismos arábicos en la cultura occidental; y  Maimonides (1138–1204), un filósofo musulmán en Andalucía, Marruecos y Egipto. El médico polonés Nicolás Copérnico (1473–1543) fue también matemático, astrónomo, traductor y jurista. Girolamo Fracastoro (o "Fracastorius") (1478-1553) fue un médico, matemático, geógrafo y poeta italiano. El médico francés François Rabelais (1483–1553) fue también sacerdote, y se tornó productor de piezas satíricas y humorísticas de cuño religioso.
En la Edad Moderna, destacan el británico Thomas Campion (1567-1620) que también fue compositor; el poeta español Luis Barahona de Soto (1548-1595); el dramaturgo francés Jacques Grevin (1539-1570); el poeta, matemático, músico y astrónomo polonés Jan Brozek (1585-1652); Francesco  Redi(1626–1697) poeta y microbiólogo italiano y el filósofo, poeta y jurista polaco Angelus Silesius (1624-1677).
En la Edad Contemporánea, destacan como médicos-escritores el irlandés Oliver Goldsmith (1728-1774), el brasilero Joaquim Manuel de Macedo (1820-1882), el gaucho y fundador de la Academia Riograndense de Letras Olinto de Oliveira (1865-1956), el minero y miembro de la Academia Brasileira de Letras y de la Academia Brasileira de Filología Afrânio Peixoto (1876-1947), el brasileño Polidoro Ernani de São Tiago (1909-1999), el romancista brasileño João Guimarães Rosa (1908-1967), el minero Pedro Nava (1903-1984), el conferenciante brasileño Lair Ribeiro, el gaucho y miembro de la Academia Brasileña de Letras Moacyr Scliar, el portugués y vencedor del Premio Camões de 2007 António Lobo Antunes o el sueco Axel Munthe.  Médicos-escritores alemanes son Paul Fleming, Friedrich Schiller, Oskar Panizza, Arthur Schnitzler,  Gottfried Benn, Alfred Döblin, Hans Martin Sutermeister y Uwe Tellkamp. El francés Louis-Ferdinand Celine eherció como médico durante una parte importante de su vida. Luis Martín-Santos fue psiquiatra y Sir Arthur Conan Doyle ejerció como oftalmólogo. 

## Condicionantes
Parece que su contacto íntimo con el drama de la vida humana (nacimiento, enfermedades, muerte) convierte al médico un observador en posición privilegiada de esos sentimientos, haciendo con que graba y crea historias bajo esas inspiraciones. El factor que también induce el médico a escribir es la curiosidad, nata y trabajada por su profesión, acerca de todos los dramas humanos. Él tiene en la práctica médica su finalidad, apoyándose en la literatura, y está apoyándose en su práctica, en una interrelación de acciones. El secreto de profesión hace del médico un ser humano de gran conocimiento del padecimiento de sus pacientes, que, sin embargo, no puede revelar. La literatura abre un camino para ese escape de que se siente necesitado.

## Institucionalización
En 1955 un grupo de médicos escritores creó la Federación Internacional de Sociedades de Escritores Médicos (FISEM), teniendo como uno de sus fundadores el médico André Soubiran, autor de Hombres de blanco. La FISEM cambió el nombre, en 1973, por el de Union Mondiale des Écrivains Médécins (UMEM). Es la célula-madre de otras instituciones semejantes alrededor del mundo. Hay asociaciones de médicos escritores en Alemania, Bélgica, Brasil, Bulgaria, España, Francia, Grecia, Italia, Países Bajos, Polonia, Portugal, Rumanía y Suiza, entre otros países. En Brasil fue creada, en los moldes de la FISEM-UMEM, la Sociedad Brasileña de Escritores Médicos (SBEM), después denominada Sociedad Brasileña de Médicos Escritores (SOBRAMES). Posteriormente, también fue creada la Academia Brasileña de Médicos Escritores (ABRAMES). En Portugal existe la Sociedad Portuguesa de Escritores y Artistas Médicos (SOPEAM). En América Latina está la Liga Sudamericana de Médicos Escritores (LISAME). En los países lusófonos fue creada la Unión de Médicos Escritores y Artistas Lusófonos (UMEAL), tomando como base la SOBRAMES y la SOPEAM.

## Publicaciones
Entre las publicaciones periódicas de médicos escritores destacan: La editorial del Hospital Johns Hopkins publica Literature and Medicine, un periódico vuelto a la interfaz medicina-literatura. La Asociación Médica Británica mantiene una lista de médicos escritores en su página virtual. La Sociedade Brasileira de Médicos Escritores publica, a través de sus sucursales regionales en los Estados brasileños, algunos periódicos como la Revista Oficina de Letras, Literapia y O Bandeirante.

## Galería

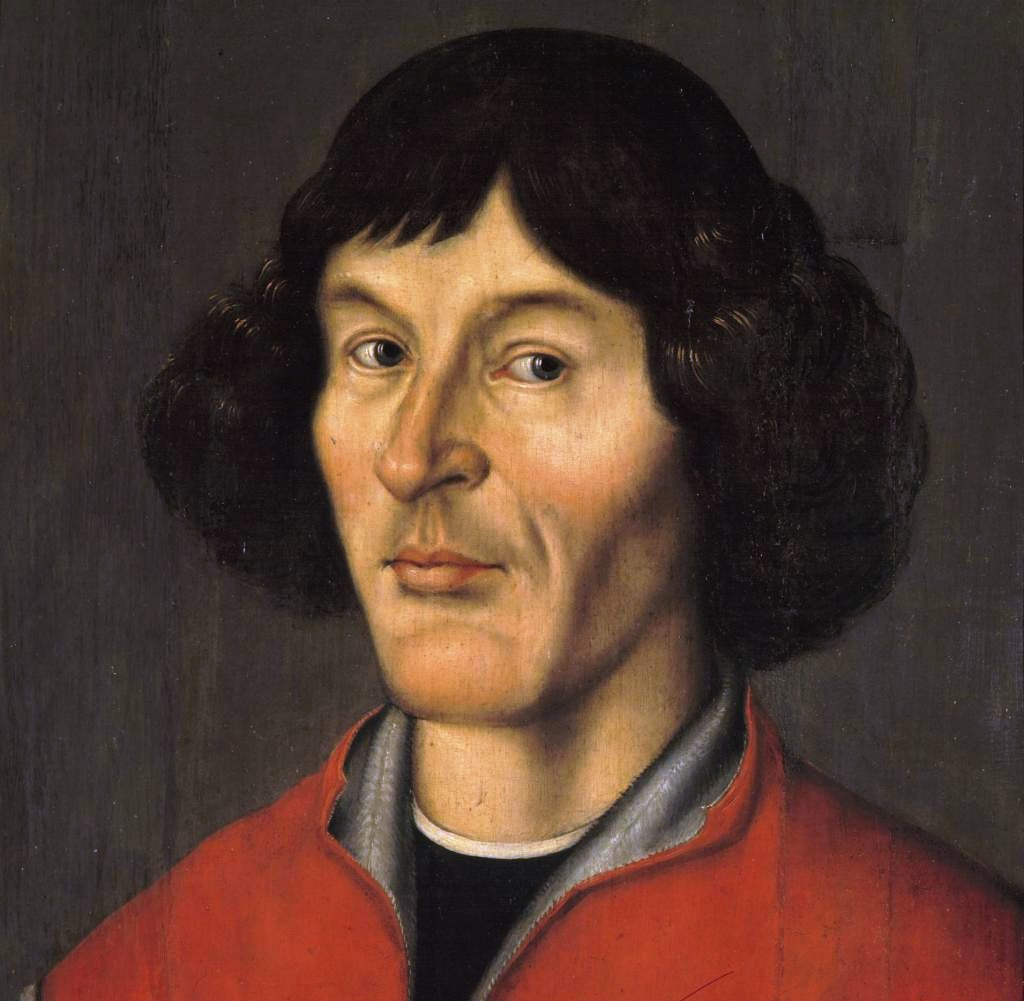
Copérnico
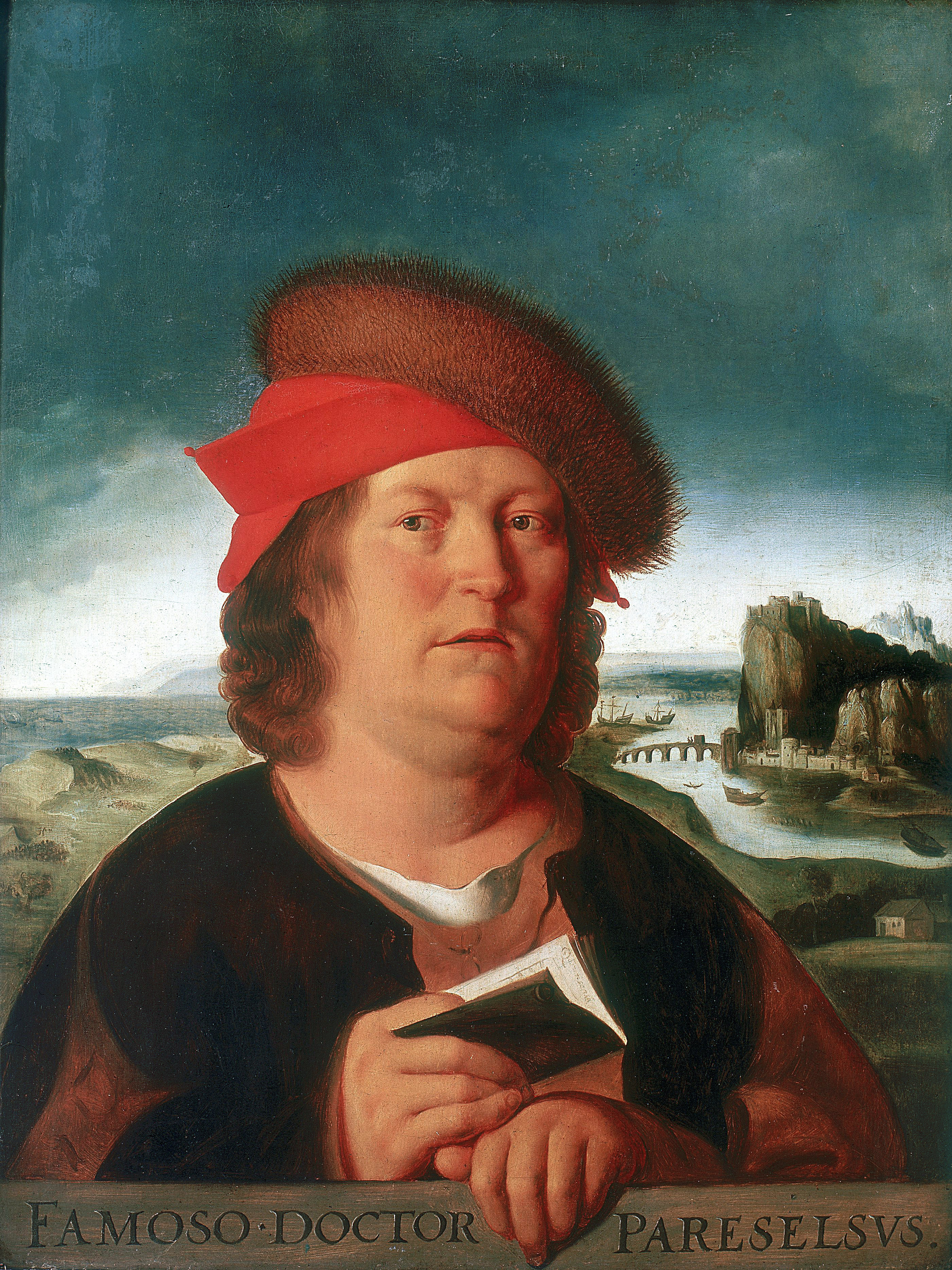
Paracelso
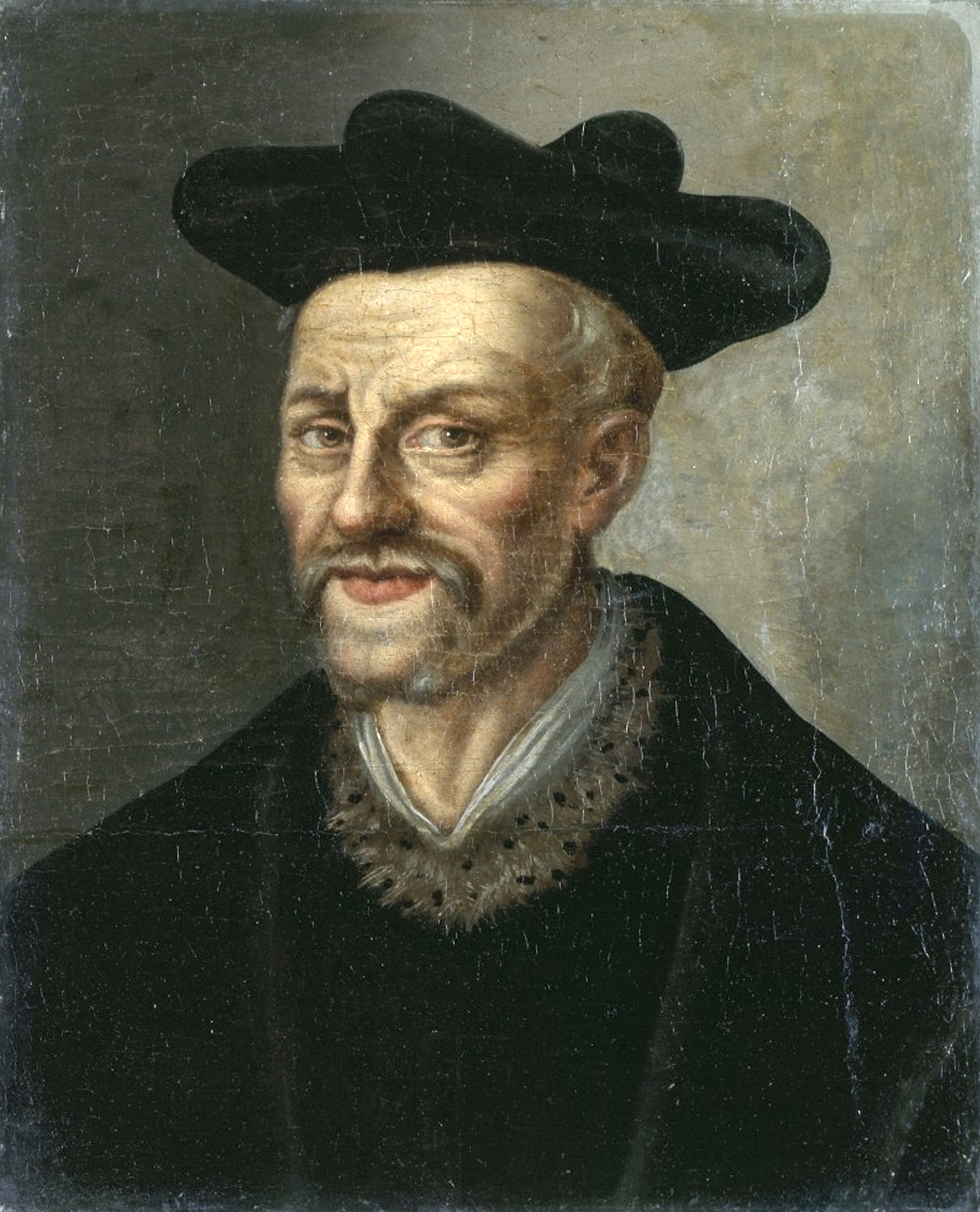
Rabelais
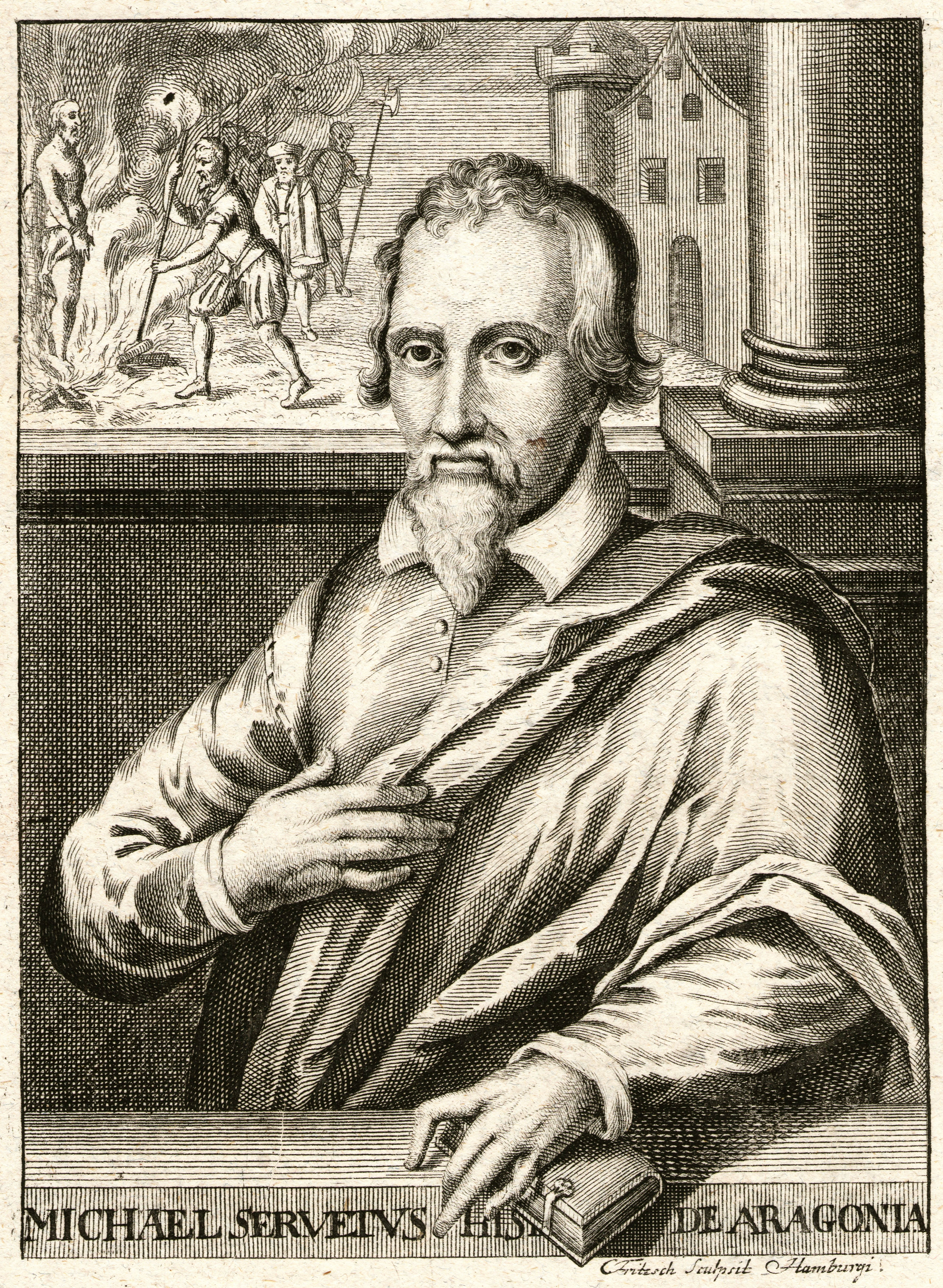
Miguel Servet
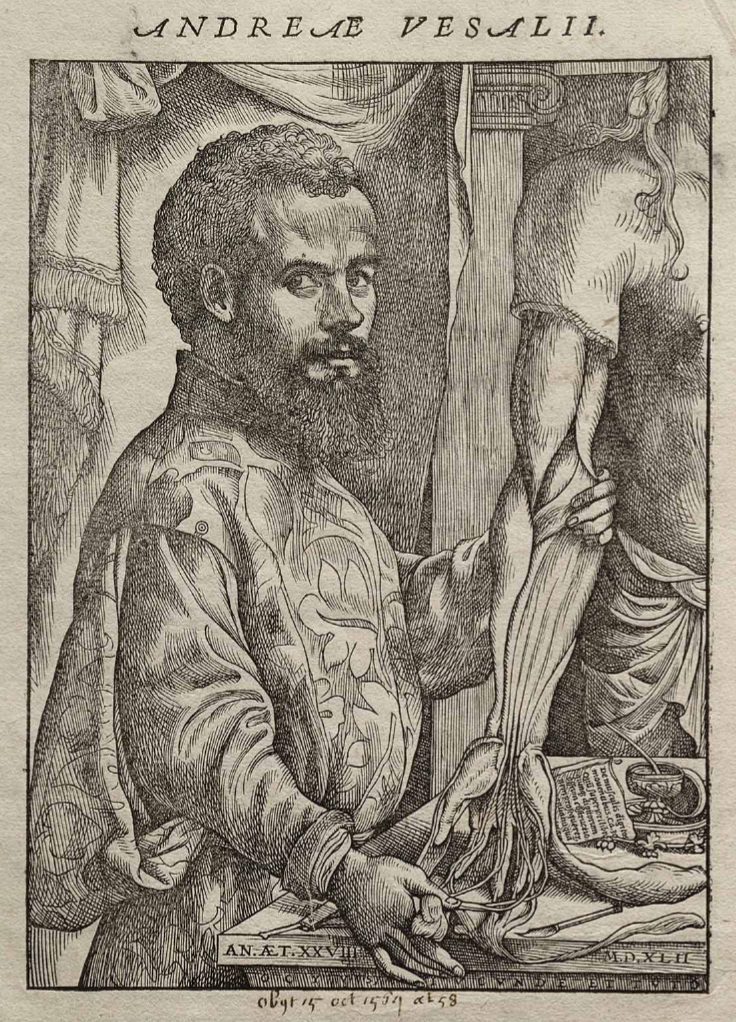
Vesalio
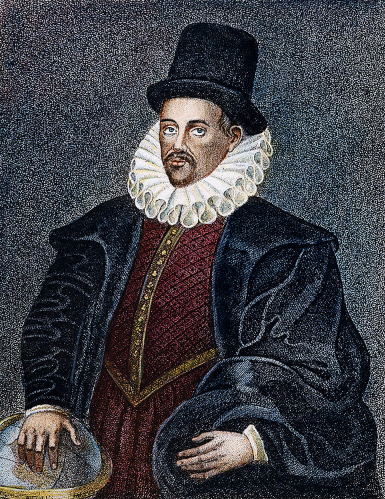
Gilbert
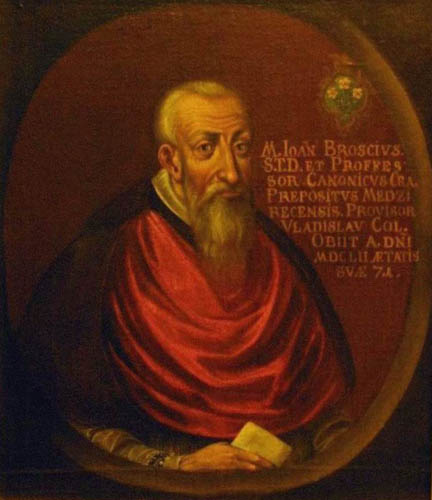
Brożek
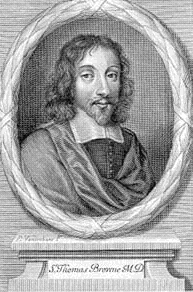
Browne
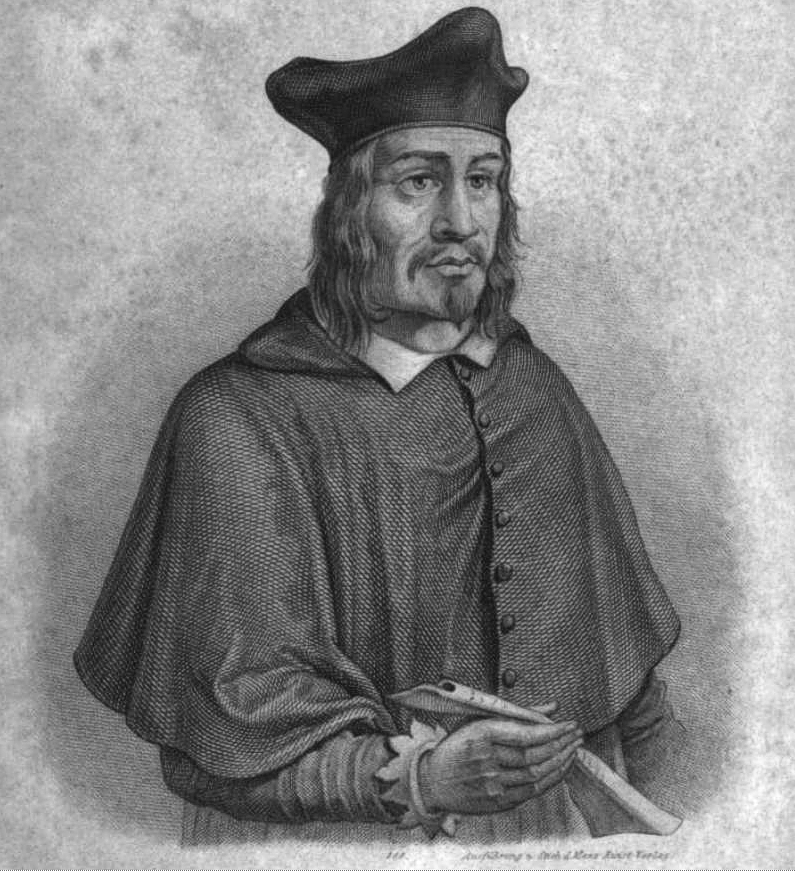
Silesius
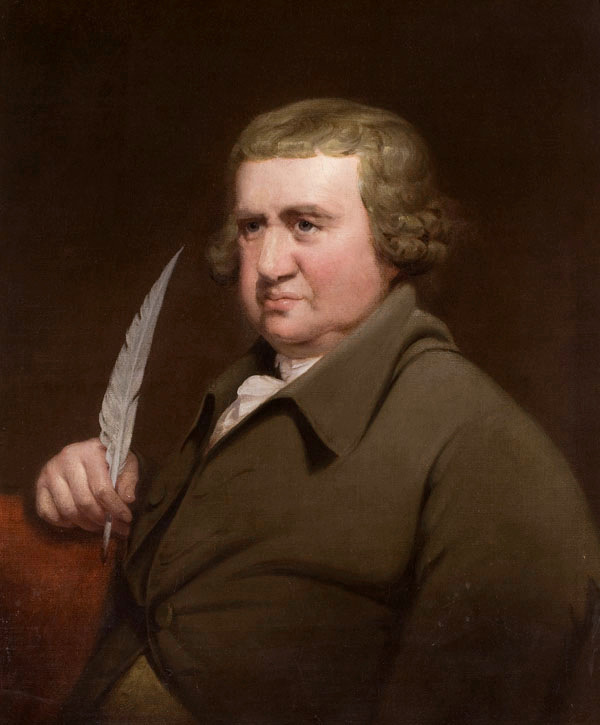
Erasmus Darwin
Keats
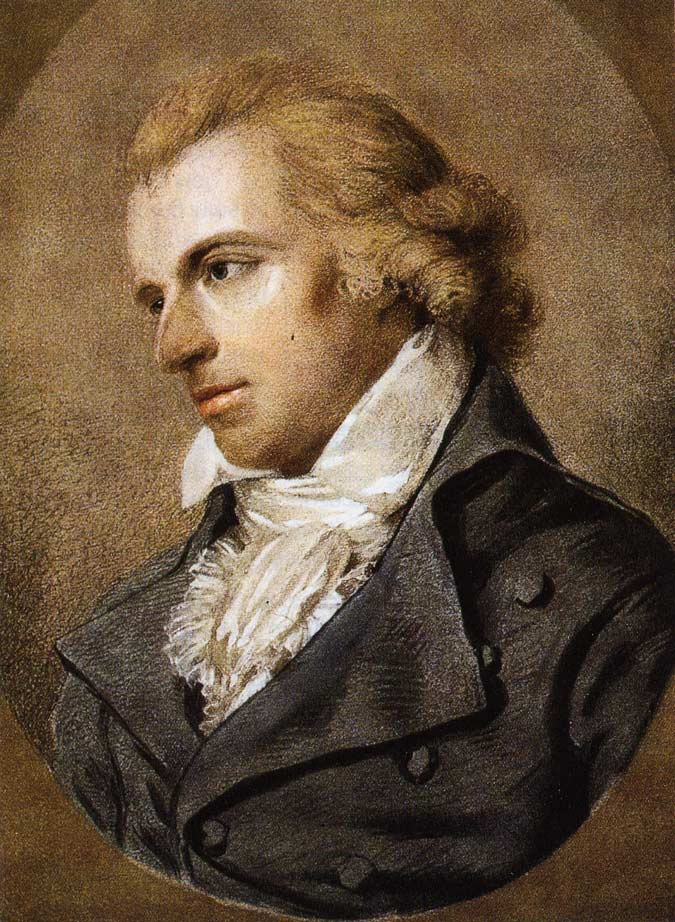
Schiller
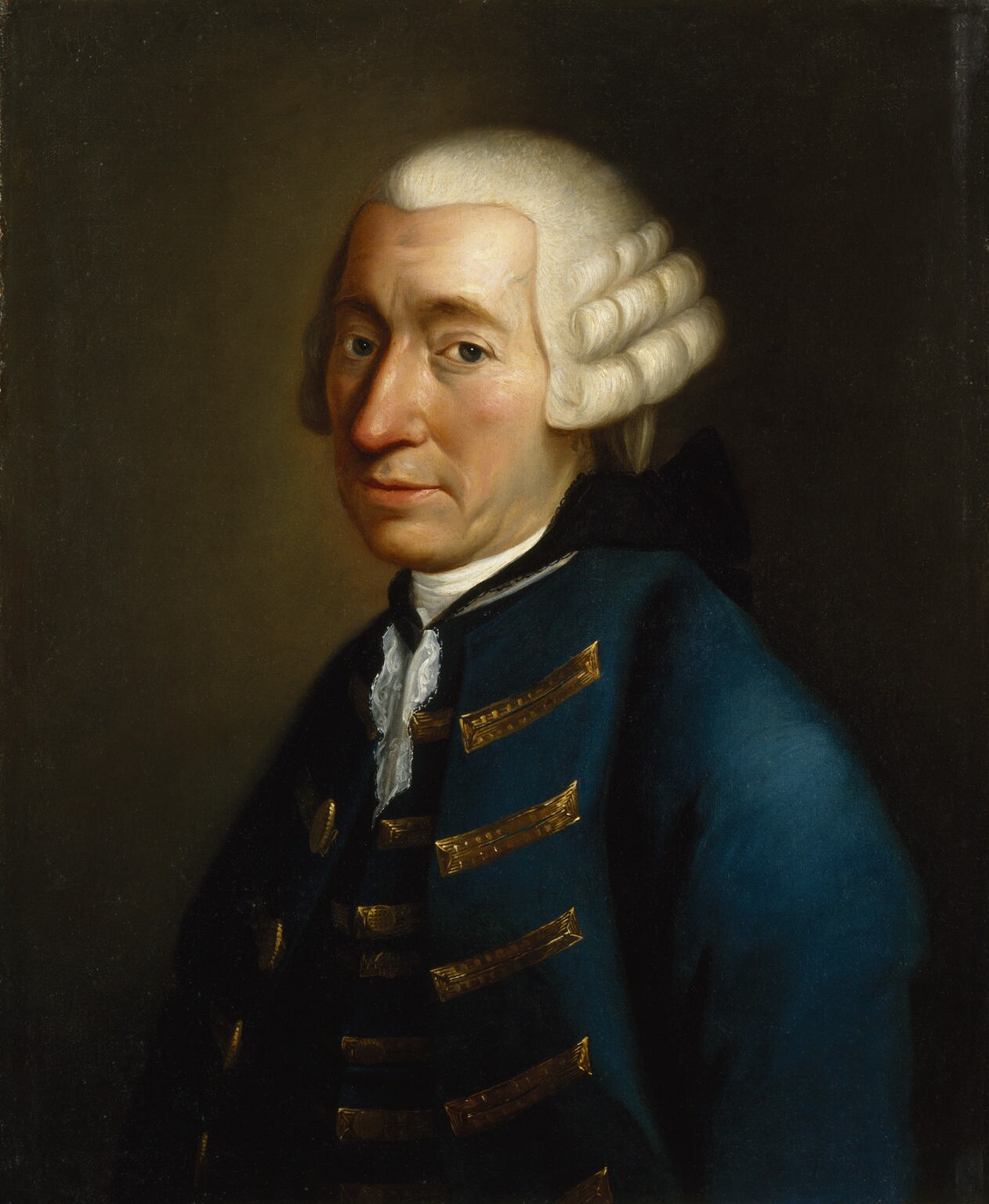
Smollett
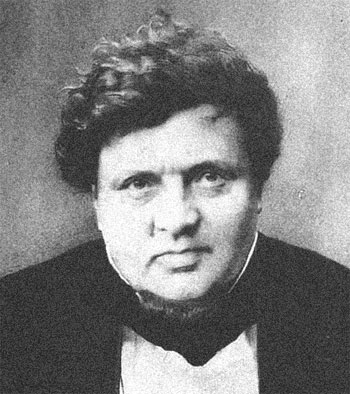
Aarestrup
Chéjov
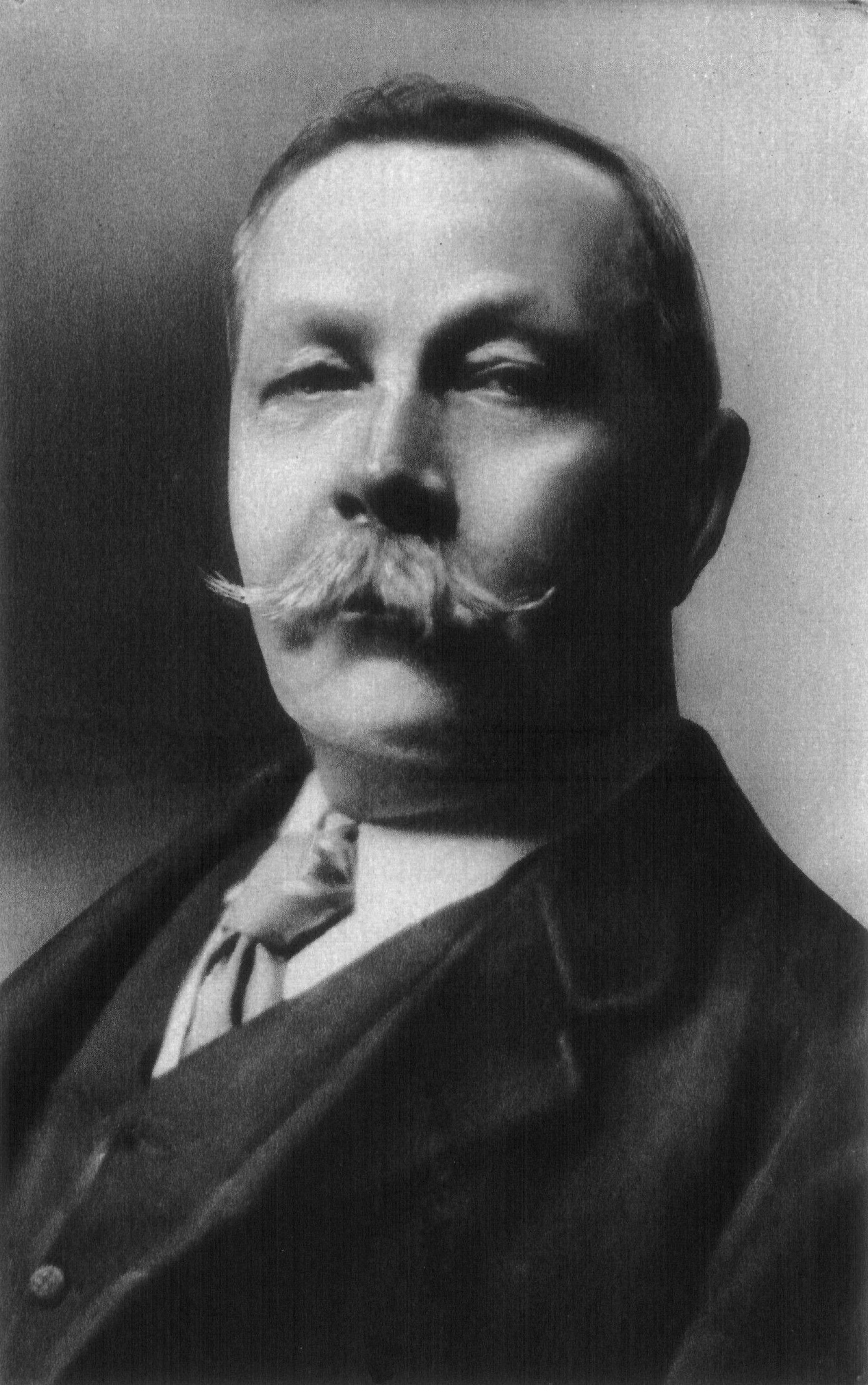
Conan Doyle
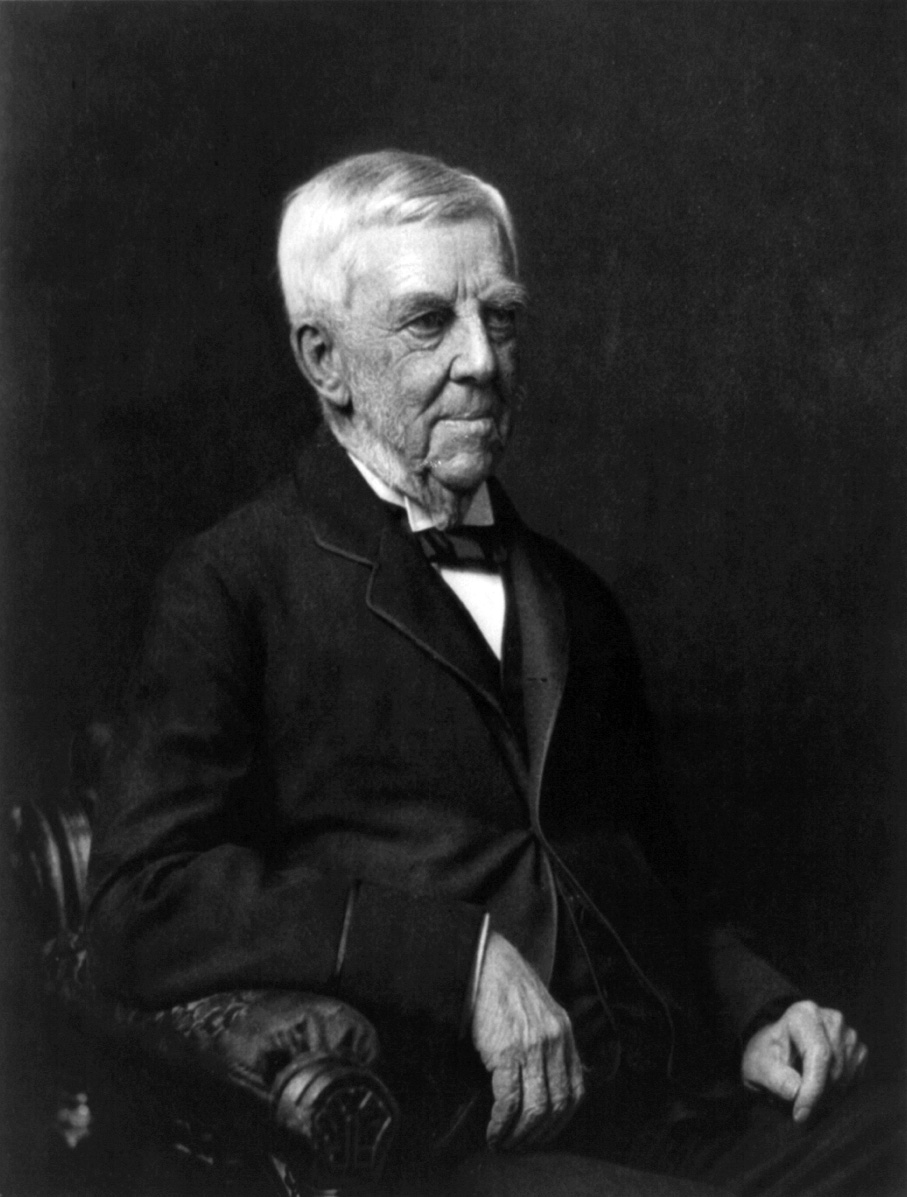
Holmes
Livingstone
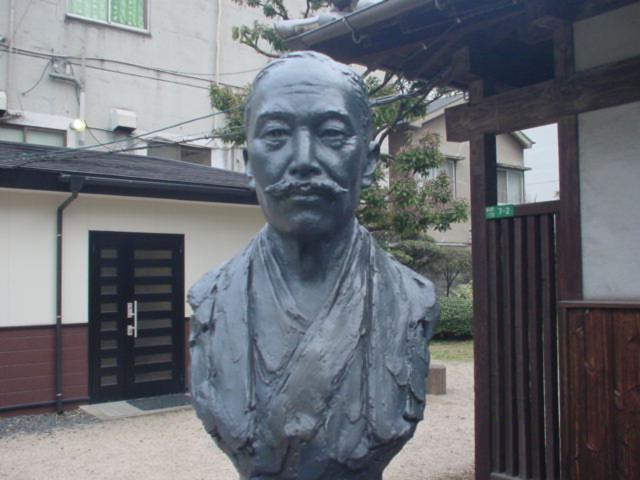
Mori
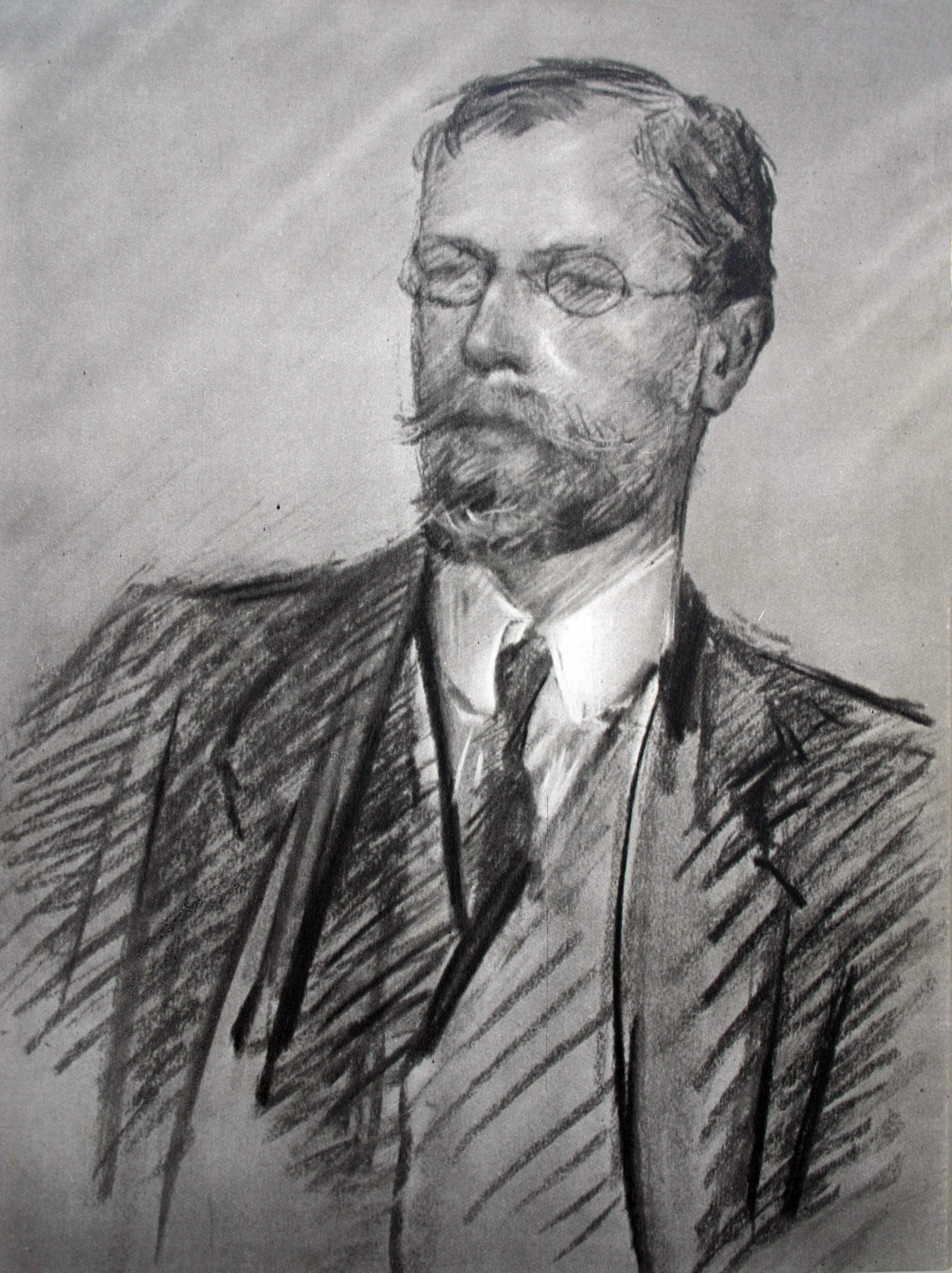
Munthe
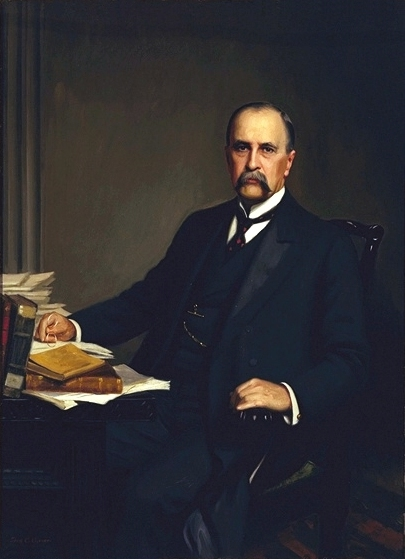
Osler
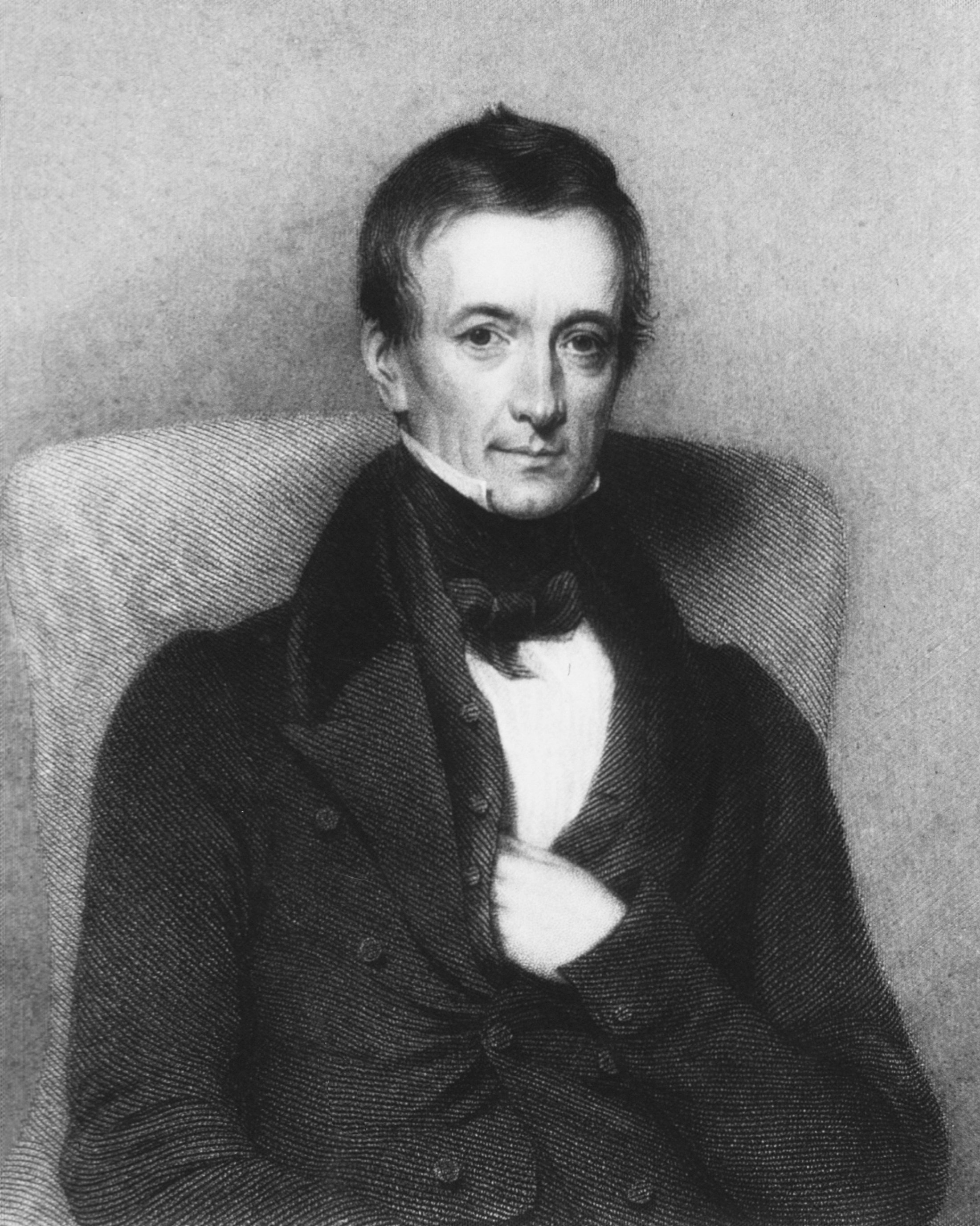
Roget
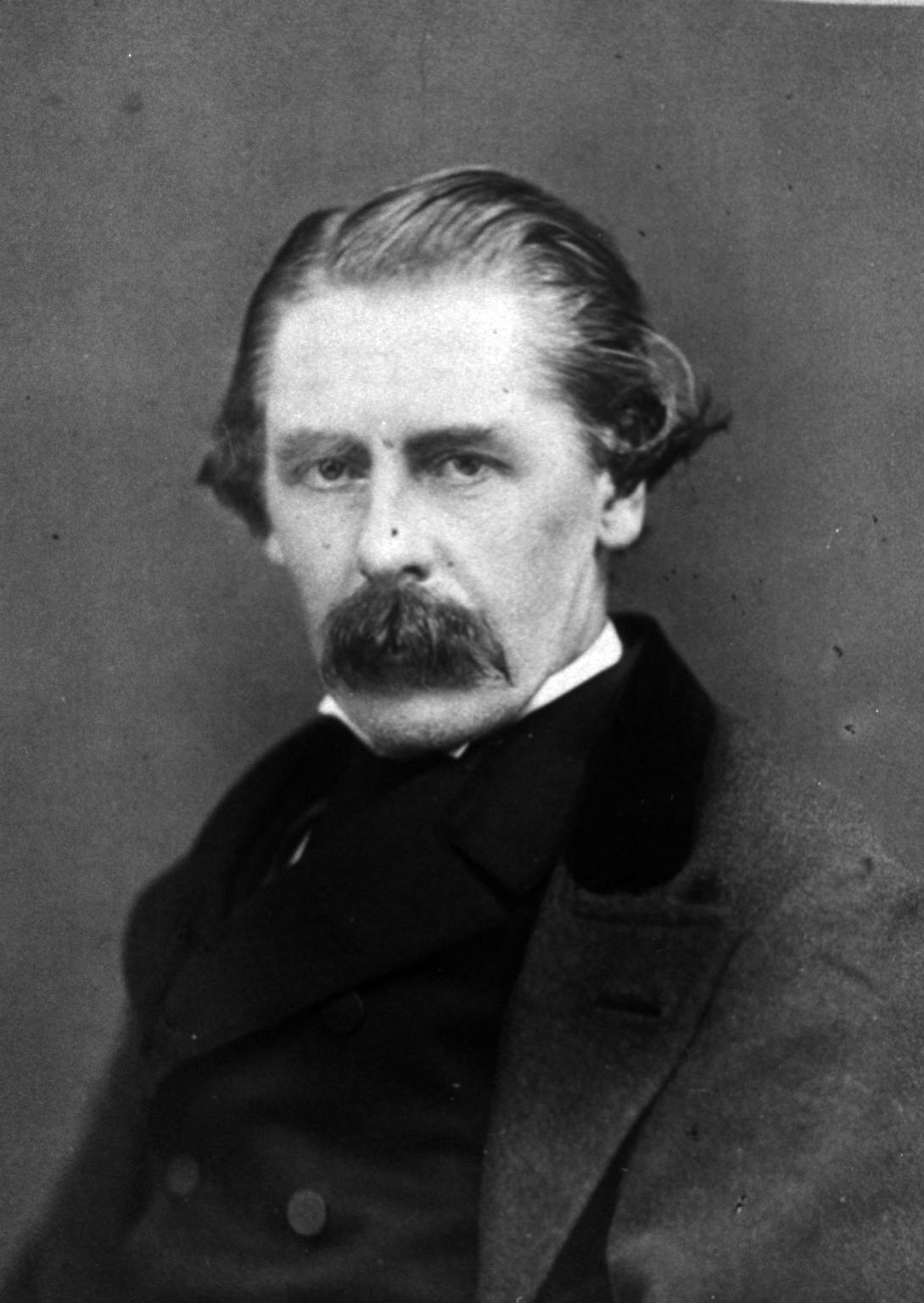
Thompson
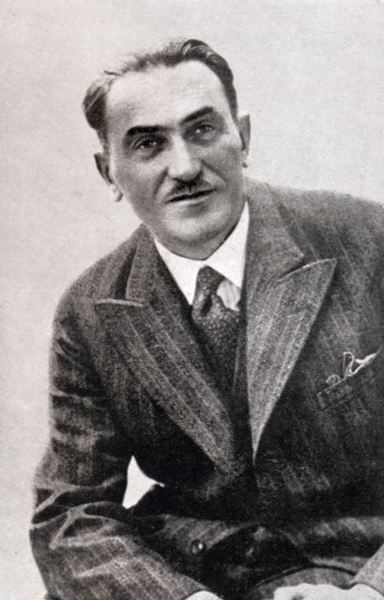
Boy-Żeleński
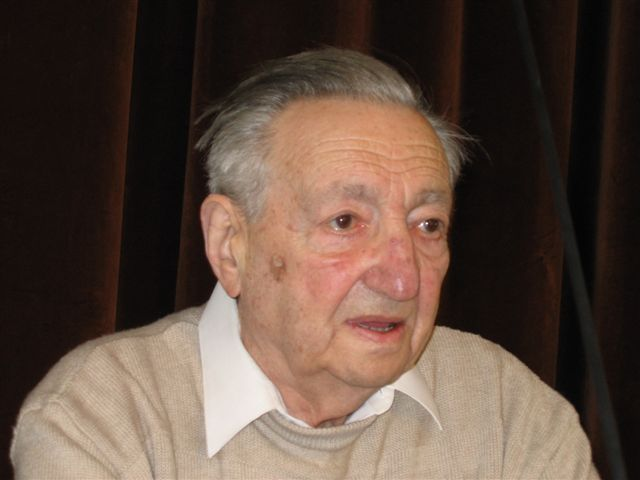
Edelman
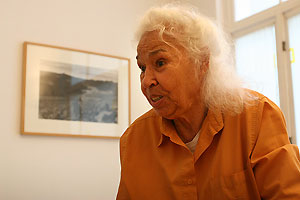
El Saadawi
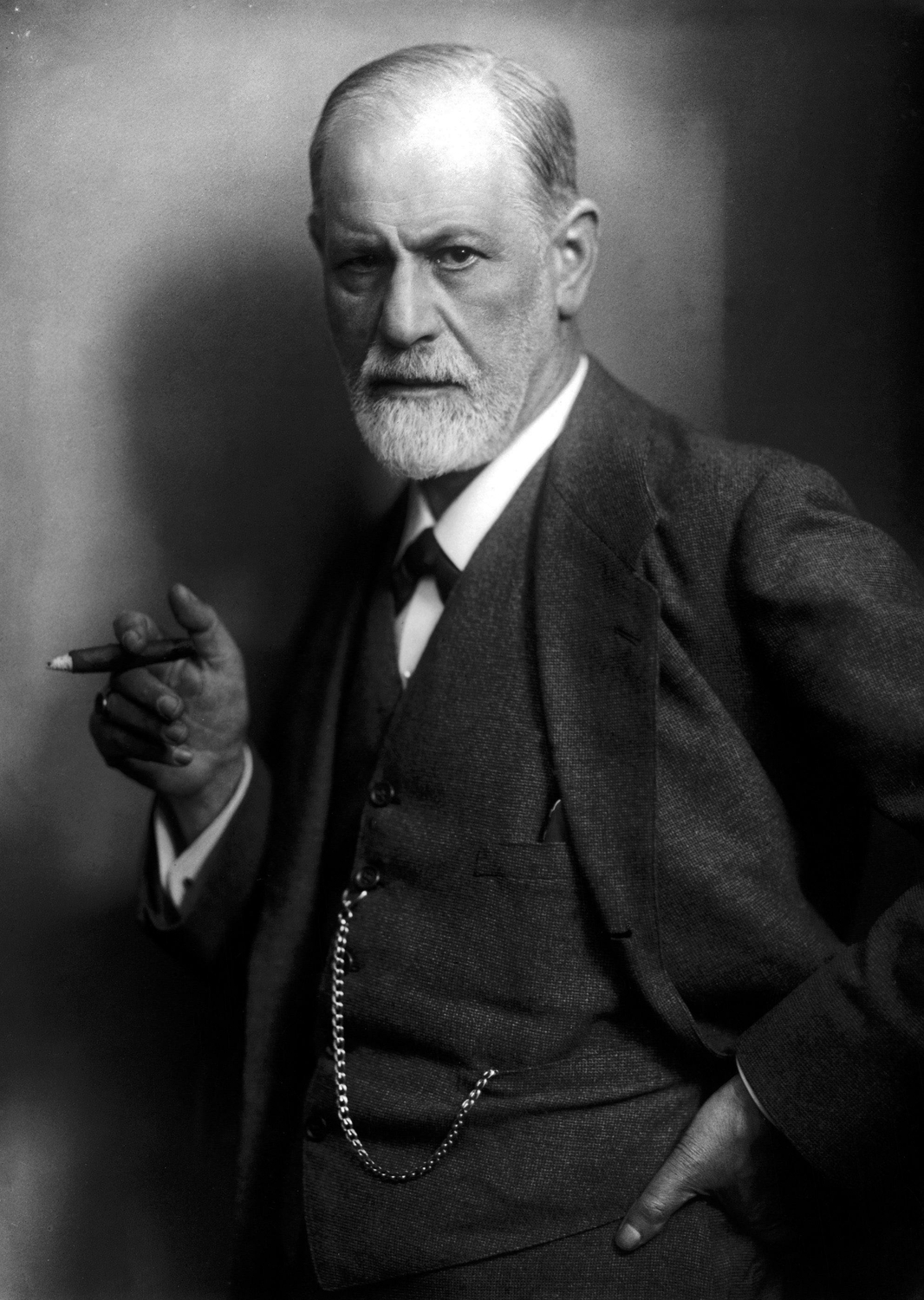
Freud
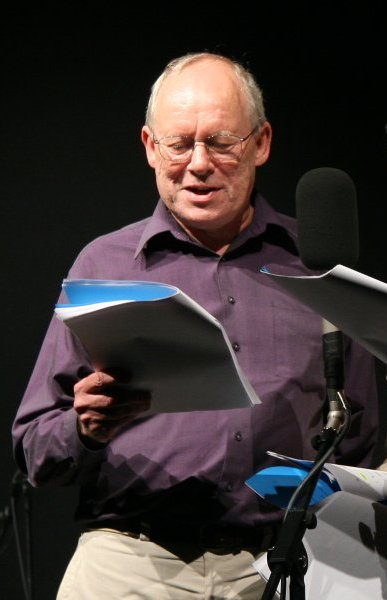
Garden
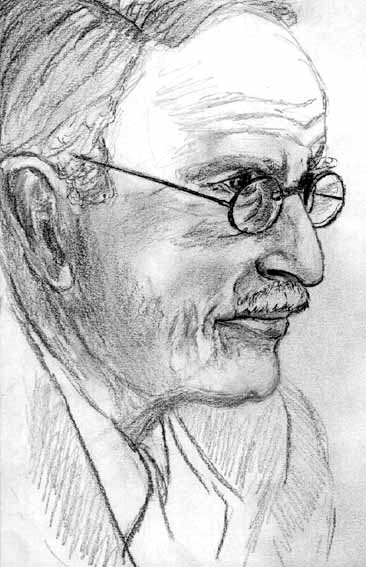
Jung
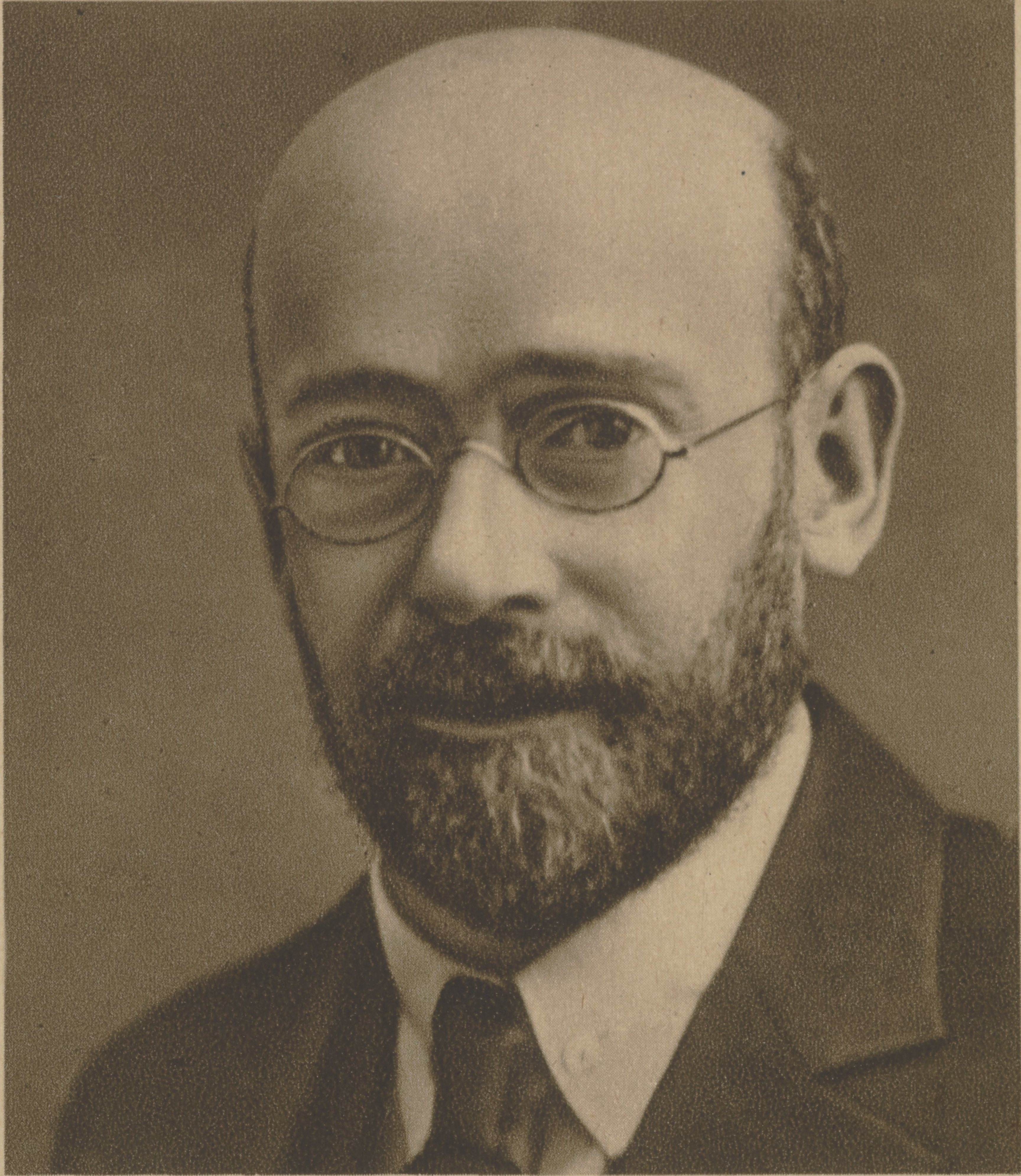
Korczak
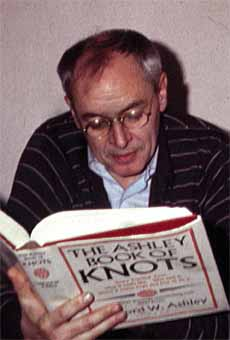
Laing
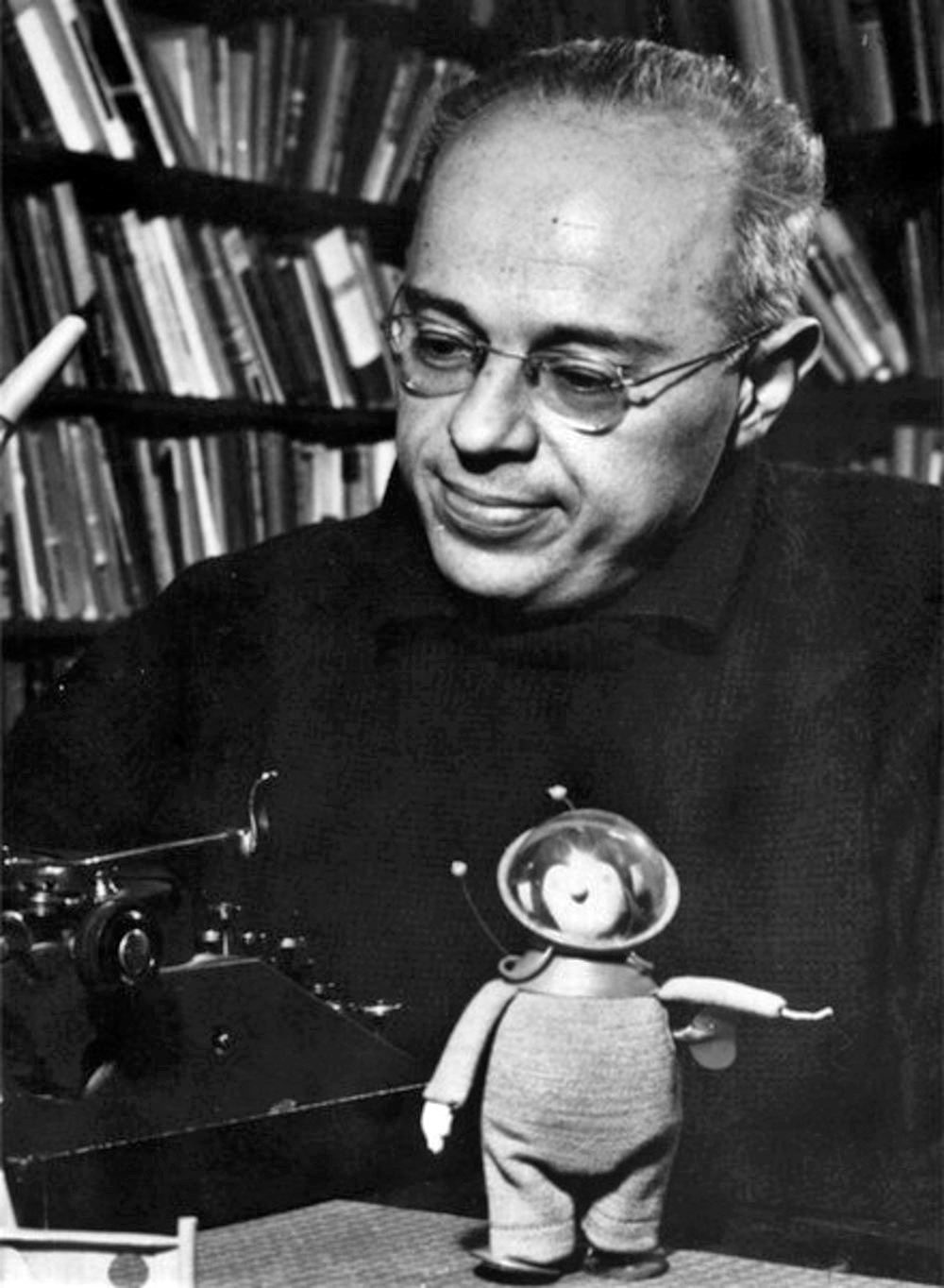
Lem
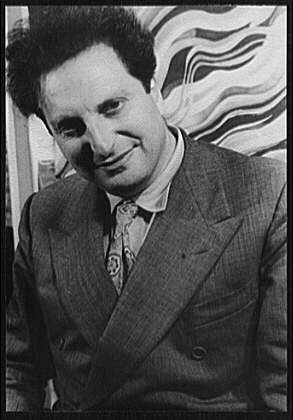
Levi
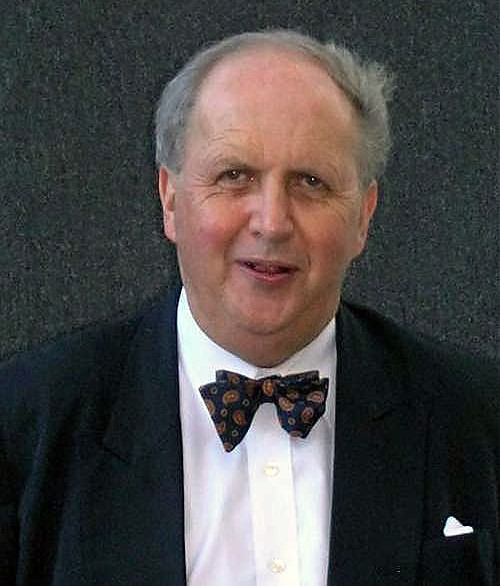
McCall Smith
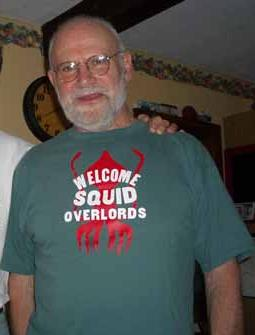
Sacks
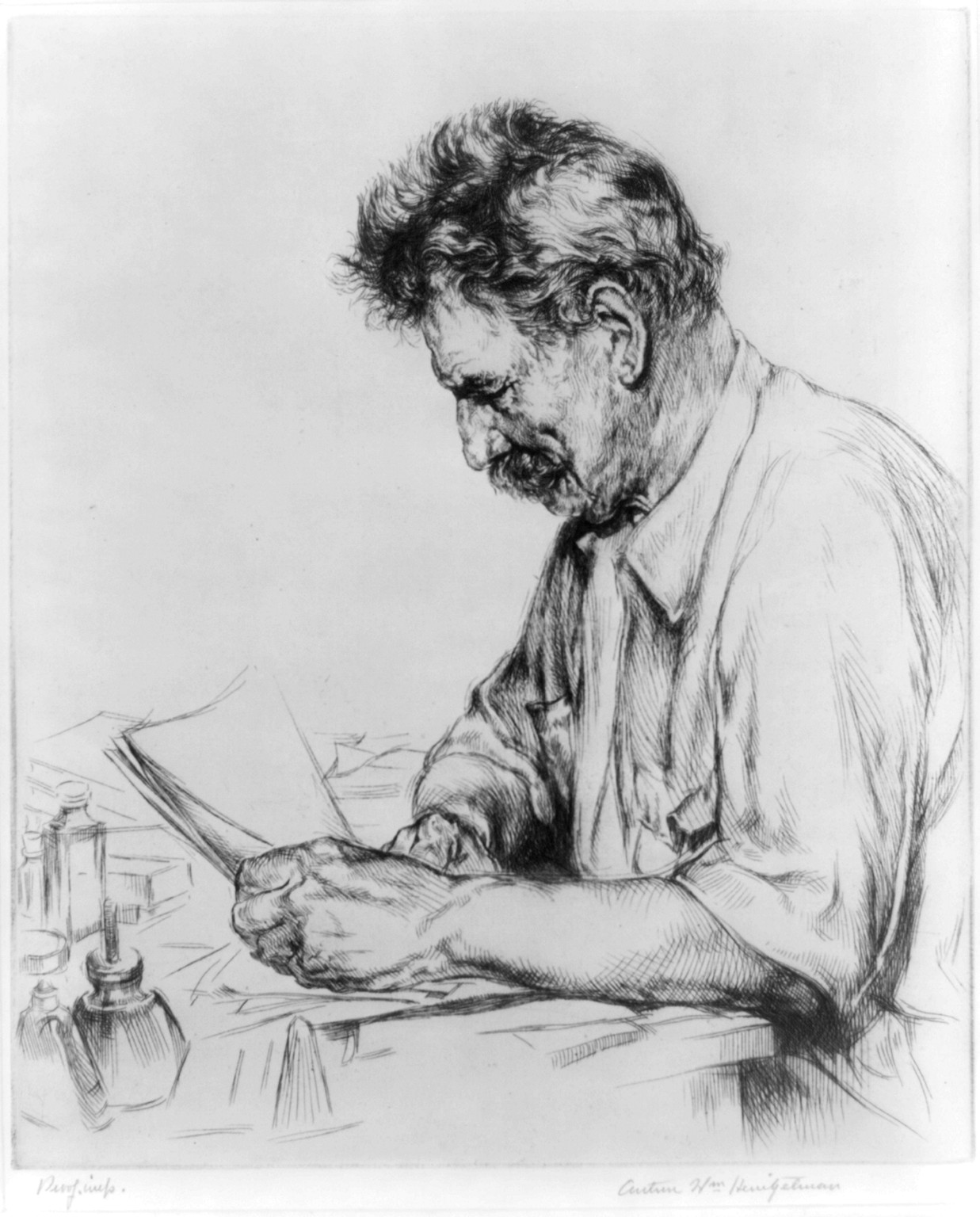
Schweitzer
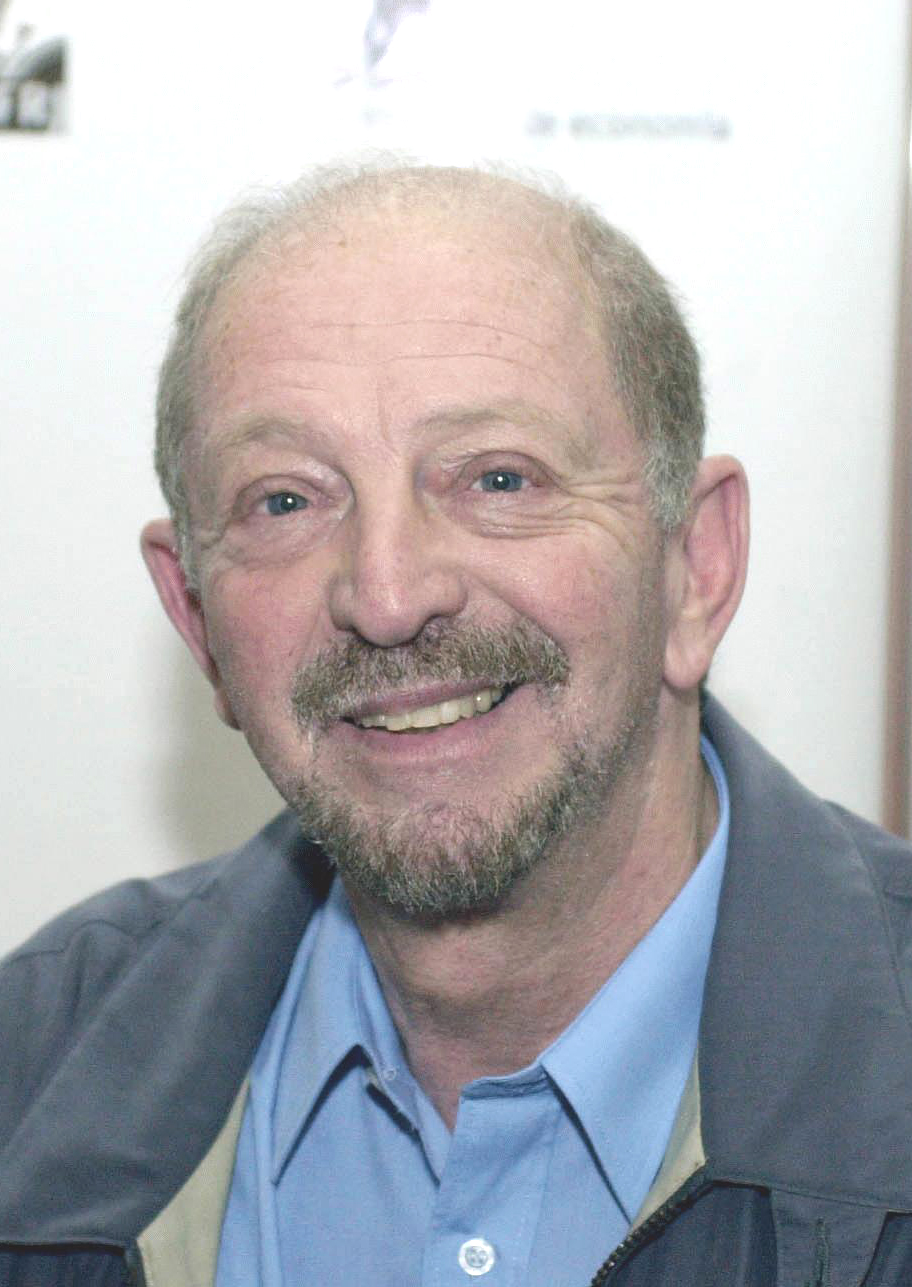
Scliar
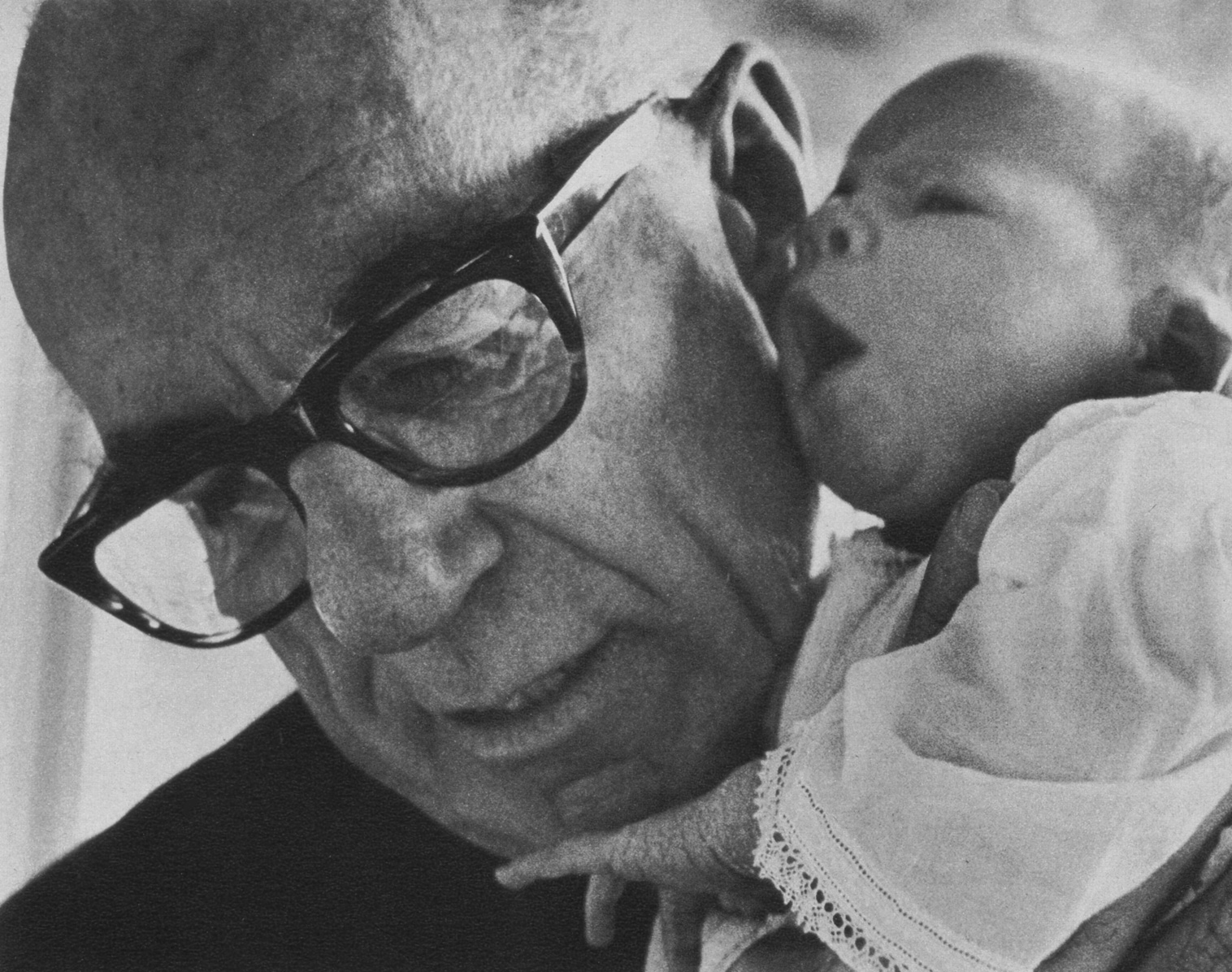
Spock
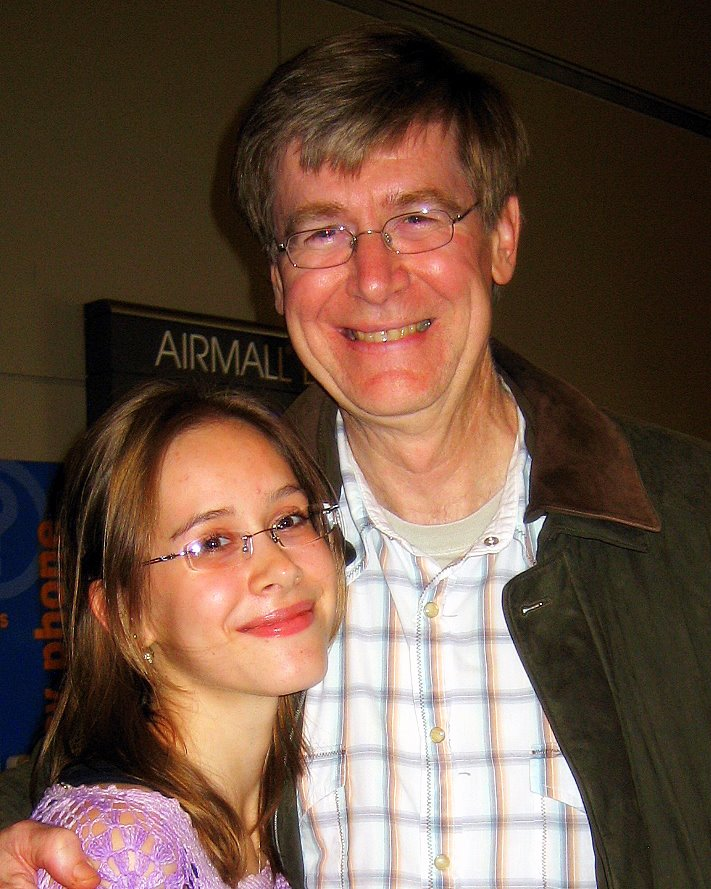
Strauss
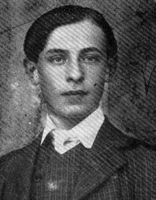
Vančura
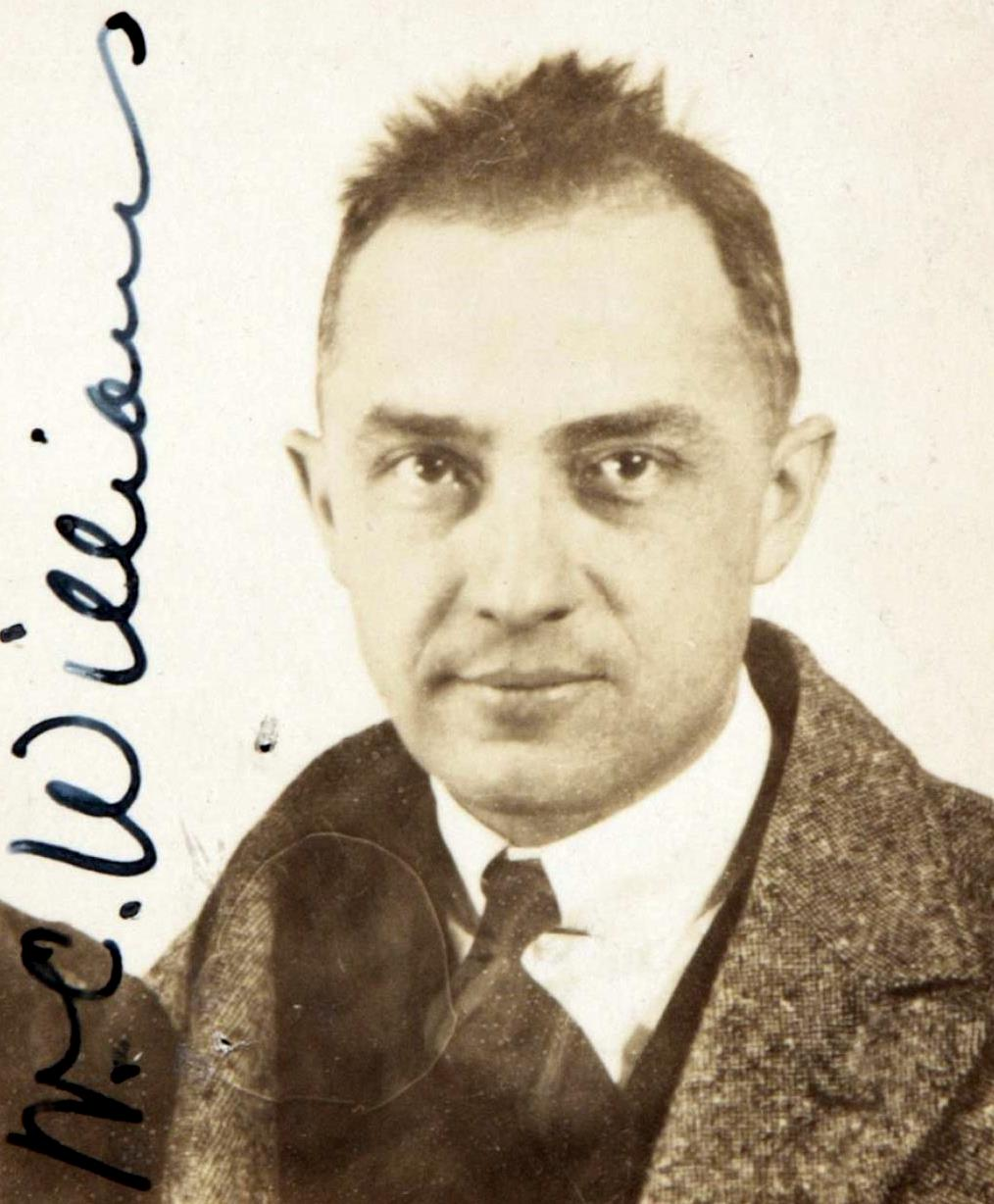
Williams
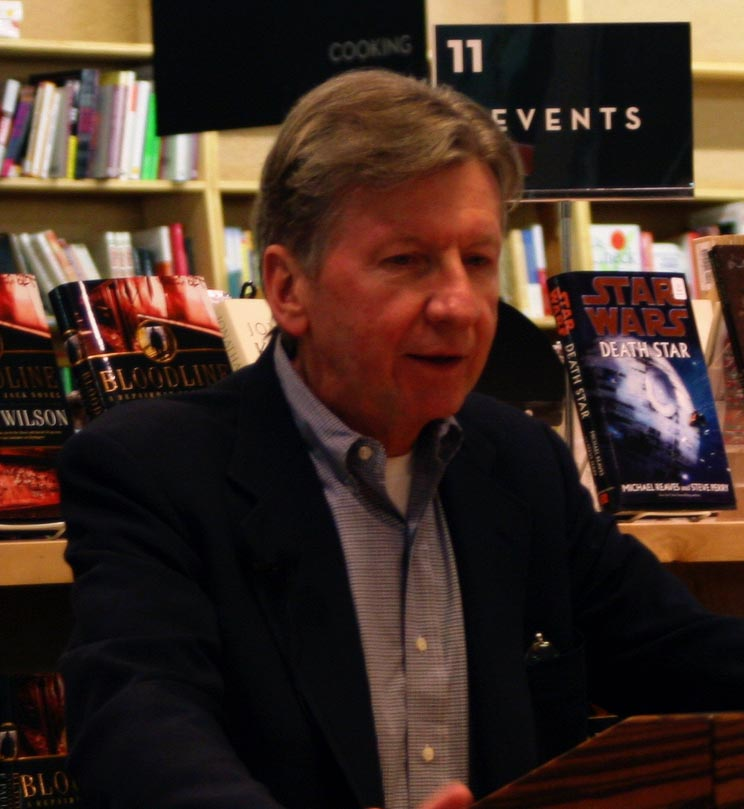
Wilson